# Australothele
Australothele Raven, 1984 è un genere di ragni appartenente alla famiglia Euagridae.

## Distribuzione
Le 7 specie note di questo genere sono diffuse prevalentemente in Australia occidentale, diffuse nel Queensland e nel Nuovo Galles del Sud.

## Tassonomia
Gli esemplari di questo genere sono stati tutti reperiti e identificati dall'aracnologo Robert John Raven nel 1984. Al 2020 non vi sono notizie di ulteriori rinvenimenti.
Attualmente, a dicembre 2020, si compone di sette specie:
- Australothele bicuspidata Raven, 1984 — Nuovo Galles del Sud
- Australothele jamiesoni Raven, 1984 — Queensland, Nuovo Galles del Sud
- Australothele maculata Raven, 1984[2] — Queensland
- Australothele magna Raven, 1984 — Queensland
- Australothele montana Raven, 1984 — Nuovo Galles del Sud
- Australothele nambucca Raven, 1984 — Nuovo Galles del Sud
- Australothele nothofagi Raven, 1984 — Queensland, Nuovo Galles del Sud